# Caprimulgus affinis
El chotacabras de sabana o chotacabra aliada (Caprimulgus affinis) es una especie de ave caprimulgiforme de la familia Caprimulgidae propia del sur de Asia.

## Distribución
El chotacabras de sabana se extiende por la mayor parte de la región indomalaya, incluido el archipiélago malayo y llegando hasta Celebes, estando ausente solo en las zonas de selva densa y desérticas.